# Ахадов, Эльдар Алихасович
Эльдар Алихасович Ахадов (род. 19 июля 1960, Баку) — российский писатель и поэт.

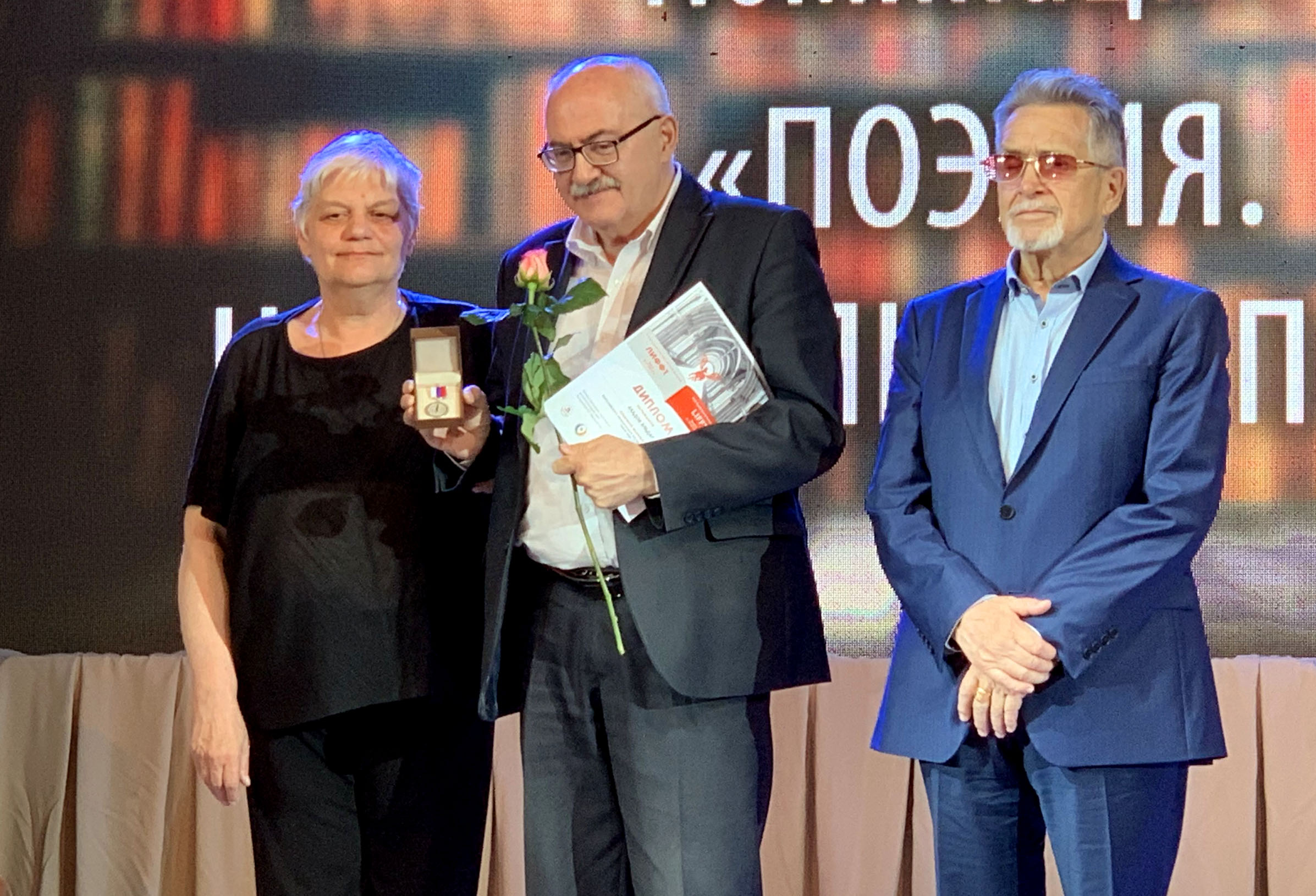
28 июля в Тюмени в ДК «Нефтяник» на торжественной церемонии закрытия фестиваля фестивалей «ЛиФФт-2019» диплом и серебряную медаль Эльдару Ахадову вручают российские поэты Марина Кудимова и Николай Шамсутдинов

## Биография
В 1983 году окончил Ленинградский горный институт. С 1986 года живёт в Красноярске. С 2010 года работает по специальности на Крайнем Севере. С августа 2019 на пенсии.
В 2003—2008 годах был заместителем председателя правления Красноярского регионального отделения Союза писателей России.
В 2000—2010 годах руководил Краевым литературным объединением при Государственном Центре народного творчества Красноярского края и краевой литературной студией «Былина» для незрячих и слабовидящих.

## Отзывы о творчестве
Критик Екатерина Лигузова в рецензии на книгу Эльдара Ахадова «Васильковое небо» отмечает, что рассказы этого автора «пронизаны добротой и состраданием к людям», а его книга в целом отражает творческое разнообразие её автора: «Трогательно, ранимо, трепетно…Так может писать человек, горячо любящий людей и жизнь…».
Литературовед Наталия Лихтенфельд обращает читательское внимание на поэтический язык, спокойное течение речи, адекватный тон писателя, чистоту излагаемых мыслей и непредвзятое отношение к людям. Главной художественной особенностью прозы Э. Ахадова критик считает её поэтичность, подчёркивая, что небольшие по объёму рассказы часто напоминают верлибры, где из каждой частности выстраивается объёмный словесный пейзаж, сравнимый с рассказами Пришвина и Паустовского.
Секретарь Союза писателей России Нина Ягодинцева в статье «Сыновнее приношение» так характеризует слова Эльдара Ахадова, обращённые к матерям: «В них звучит и сыновняя благодарность, и вера в земную счастливую судьбу, и провиденье вечной высшей заботы».
Московский поэт и писатель Александр Карпенко пишет: «У Ахадова мы встречаем очень интересный взгляд на мир — из вечности, которая будет уже после нас… Ахадов часто парадоксален, в хорошем, пушкинском смысле этого слова; его парадоксы, как правило, залегают на большой глубине… Его философия чувственна».
Доктор филологических наук Наталия Цымбалистенко в книге «Тундровое притяжение» (Салехард, 2018), посвящённой современным литературным процессам в арктическом регионе России, пишет о новой книге Ахадова: «Доброе слово о Крайнем Севере» включает в себя драму мыслящего и талантливого человека, оказавшегося в ситуации сложного экзистенциального выбора..…Публицистические произведения Эльдара Ахадова выводят читателя за конкретные исторические рамки, призывают рассматривать действительность с позиции общечеловеческих ценностей — добра, любви к ближнему, сопереживанию привязанности к родной земле".

## Книги
- Стихи . — Ахадов Э. Стихи / Borey-Art center. — СПб. : Творч. центр «Борей-Art», 1995. — 56 с. ; 13 см. — (серия Избранные поэты), ISBN 5-7187-0130-X.
- Моя азбука. Сказка-азбука для детей в стихах. — Москва: ОЛМА-ПРЕСС,1998. — 32 с., ISBN 5-87322-905-8
- Каменная азбука. Сказка-азбука для детей в стихах. — М: ОЛМА-ПРЕСС, 2002. — 32 с., ISBN 5-224-02474-9.
- Ненецкий пантеон. Стихи. — Салехард: Красный Север, 2007 — 128с., ISBN 5-93298-090-1.
- Молитва о тебе изд. «IGRULITA PRESS» (Florida, MA, USA), 2009, 438 с., ISBN 978-0-9822105-3-6,
- Прикосновение к вечности : [эссе] — USA : Igrulita Press, 2012. — 193 с. — ISBN 978-0-9822105-8-1
- Добрые сказки; [худож. Е. Плаксина; предисл. Д. В. Крупская]. — Санкт-Петербург : Речь, 2012. — 47, [1] с. : цв. Ил — ISBN 978-5-9268-1305-7
- На Крайнем Севере. Фотоальбом. Москва, «Вест-Консалтинг», 2013. — 100 с., фото ISBN 978-5-91865-234-3
- «Земля моей любви». Проза и поэзия. ООО «Издательские решения», «Ridero», 2015, ISBN 978-5-4474-1321-7
- «Кельтский пантеон». Поэзия. ООО «Издательские решения»,"Ridero", 2015, ISBN 978-5-4474-1394-1
- «Молитва о тебе». Проза. ООО «Издательские решения», «Ridero», 2015 ISBN 978-5-4474-1456-6
- «Тайны Пушкина». Проза. ООО «Издательские решения», «Ridero», 2015 ISBN 978-5-4474-1665-2
- «Крайний Север». Проза. ООО «Издательские решения». Ridero. 2015. ISBN 978-5-4474-2032-1
- «Ожидание чуда». Поэзия./ООО Издательские решения", Ridero. 2015. 202 с. ISBN 978-5-4474-2595-1
- Кругосветная география русской поэзии. Издательские решения, по лицензии Ridero, 2016, — 788 с ISBN 978-5-4483-2539-7
- «Бытие» : Издательские решения, по лицензии Ridero, 2017. — 296 с. ISBN 978-5-4485-0724-3
- «Чудо в перьях» Издательство «Союз писателей», 2017 — 36 с. ISBN 978-5-00-073596-1
- «По следам Колумба, Магеллана и Марко Поло»] : Издательские решения, 2018. — 206 с. ISBN 978-5-4493-9473-6
- «Книга о тебе»[8] Ахадов Э. А. Издательские решения, по лицензии Ridero, 2018. — 154 с. ISBN 978-5-4496-0389-0
- Облако воспоминаний; Издательские решения, 2019. — 248 с. ISBN 978-5-4496-8673-2
- «Доброе слово о Крайнем Севере». Литературно-художественное издание. Эльдар Ахадов. ГУ «Северное издательство» г. Салехард. Литературный редактор Е. Ергунова. Иллюстрации, дизайн обложки З. Худи, Фото обложки Б. Великов. 2019—464 с — тираж 300 экз., ISBN 978-5-00-142015-6
- Северные сказки / Эльдар Ахадов; рисунки С. Ребриной. — Салехард : Северное издательство, 2020. — 175 с. : ил. — 300 экз. — ISBN 978-5-00142-052-1
- Eldar Akhadov, «Voz en el viento»[9] epub, 242 p.,2021, español, ISBN 978-5-600-03108-1
- «Тот самый Нансен!» / Эльдар Ахадов — Красноярск: издательство «Офсет», 2022. — 128 с.: ил. — 100 экз.; ISBN 978-5-6048936-6-1
- «Хары-бюльбюль» Азербайджанский дастан/ Эльдар Ахадов; дизайнер Нурлан Нахметов; переводчик на азерб. Алвиз Алиев, художники: Гусейн Алиев, Эльдар Бабазаде, Саттар Бахлулзаде, Тогрул Нариманбеков, Таир Салахов, Баку: издательство «Шарг-Гарб», 2023. — 100 с, ил. — 500 экз. ISBN 978-9952-567-33-5

## Премии и награды
- Конкурс на индивидуальный грант Губернатора Красноярского края в области культуры (2008) — победитель[10];
- Литературная премия губернатора Ямало-Ненецкого автономного округа — обладатель (2017)[11];
- Всероссийский фестиваль авторской песни имени Валерия Грушина (2011), интернет-конкурс в номинации «Малая проза» — победитель[12];
- Всероссийский фестиваль авторской песни имени Валерия Грушина (2011), интернет-конкурс в номинации «Поэзия» — лауреат[12];
- Национальная литературная премия «Серебряное Перо Руси» — обладатель (2007)[13][14];
- Премия за доброту в искусстве «На благо мира», номинация «Проза» (2012) — лауреат[15][16];
- Премия за доброту в искусстве «На благо мира», номинация «Поэзия» (2013) — обладатель[16][17];
- Международный творческий конкурс стихов и песен «Крымский мост» — номинация «Стихотворения» — лауреат (2017)[18];
- Международный литературный конкурс «Юбилей — 10» (Германия) — номинация «Эссе» — победитель (2018)[19];
- Серебряная медаль Всероссийского литературного фестиваля фестивалей «ЛиФФт» (2019)[20][21],
- Серебряная медаль Евразийского литературного фестиваля фестивалей «ЛиФФт» (2019)[22].
- Лауреат конкурса «Книга года — 2020» в номинации «Лучшая книга для детей и юношества» — Эльдар Ахадов («Северные сказки»)[23]
- Победитель конкурса «Книга года — 2022» в номинации «Лучшая книга для молодёжи» — издательство «Офсет» за книгу Эльдара Ахадова «Тот самый Нансен!»

## Членство
- Член Союза писателей России[24]
- Член Южнорусского союза писателей
- Член Русского географического общества[25].
- Почётный член Союза писателей Азербайджана[26]